# Вохтома (приток Юзы)
Вохтома — река в Бабушкинском районе Вологодской области России. Устье реки находится в 11 км по правому берегу реки Юза. Длина реки составляет 56 км. Площадь водосборного бассейна — 264 км².
Исток Вохтомы находится на Галичской возвышенности западнее деревни Белехово (Миньковское сельское поселение). Неподалёку от истока Вохтомы находится исток Вотчи, здесь проходит водораздел Волги и Сухоны. В верхнем течении течёт на восток, в среднем — на юг, в нижнем течении резко разворачивается на северо-восток. Крупнейшие притоки — Сергеевка, Чёрная (левые).
В нижнем течении на левом берегу деревня Житниково (Березниковское сельское поселение). Вохтома впадает в Юзу у деревни Душнево.

## Данные водного реестра
По данным государственного водного реестра России относится к Верхневолжскому бассейновому округу, водохозяйственный участок реки — Унжа от истока и до устья, речной подбассейн реки — Бассей притоков Волги ниже Рыбинского водохранилища до впадения Оки. Речной бассейн реки — (Верхняя) Волга до Куйбышевского водохранилища (без бассейна Оки).
Код объекта в государственном водном реестре — 08010300312110000014825.